# Cassino Antarctica
Theatro Cassino Antarctica, ou simplesmente Cassino Antarctica, foi um cassino brasileiro inaugurado no ano de 1914 na cidade de Ribeirão Preto, mais precisamente na rua do Anhangabaú. Contava com shows de artistas famosos, além de festas, bailes, jogatinas e prostituição de mulheres estrangeiras. Era frequentado pelos grandes coronéis e políticos importantes, além de estrangeiros e boêmios.

## Histórico

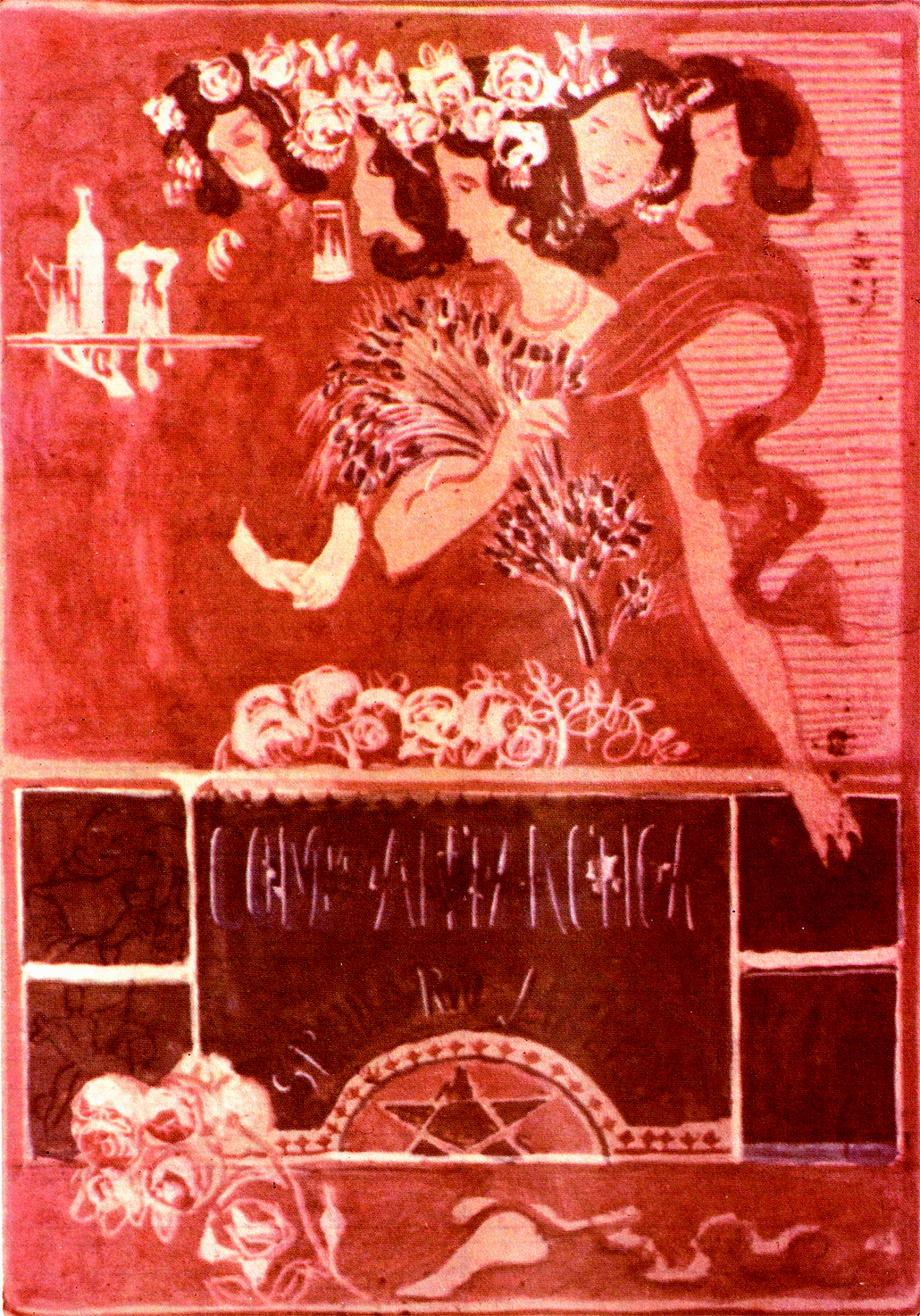
Projeto para o pano de boca do Cassino Antarctica (Eliseu Visconti).

O cassino foi inaugurado em 1914, era administrado por François Cassoulet e ficava na Rua Américo Brasiliense.
Registra-se, contudo, que havia um antigo cassino ribeirão-pretano chamado Eldorado, um dos marcos do entretenimento da cidade que ficava ao lado de onde funcionava, no ano de 2015, a Cantina 605. Tal cassino seria o local do posterior Cassino Antárctica, onde era realizadas festas para a alta sociedade, com artistas, dançarinas e prostitutas vindas de Paris. Por toda a influência francesa, no início do século XX, Ribeirão Preto era conhecida como “petite Paris”.